# Mariam Ciklauri
Mariam Ciklauri (gruz.:მარიამ წიკლაური, trb. mariam ciklauri; ur. 18 marca 1960 w Tbilisi) – gruzińska pisarka, poetka, tłumaczka, autorka książek dla dzieci i młodzieży. 
Ciklauri ukończyła w 1983 roku chemię na Tbiliskim Uniwersytecie Państwowyn im. Iwane Dżawachiszwilego. Pracowała jako nauczycielka i redaktorka w różnych wydawnictwach a także jako kurator programu Ministerstwa Kultury dotyczącym bibliotek. Jest uczestnikiem międzynarodowych projektów edukacyjnych i literackich oraz festiwali literackich. W 2006 roku pisaka razem z pisarką literatury dziecięcej Irmą Malacidze założyły Fundusz Rozwoju Literatury Dziecięcej – Libo. 
Ciklauri jest autorką gruzińsko-angielskiej antologii gruzińskich poetek, składającej się z wierszy 32 autorek. Jej własne wiersze zostały przetłumaczone na język litewski, angielski, niemiecki, ukraiński, włoski, rosyjski, ormiański, czeski, słowacki i polski. Opublikowała 21 książek – 9 książek z poezją, opowiadaniami i literaturą faktu oraz 12 książek dla dzieci. W 2017 roku została nominowana do najwyższej gruzińskiej nagrody literackiej – Saba za tom poezji დაჯერებისთვის trb. dadżerebistwis.
Pracując dla czasopisma „Poranek” tłumaczyła teksty dla dzieci polskich autorów, m.in. Wandy Chotomskiej oraz Juliana Tuwima. W 2017 roku była gościem 7 wrocławskiej edycji Miesiąca Spotkań Autorskich. Podczas spotkania opowiadała o swojej pracy, a także przedstawiła kilka wierszy i opowiadała o roli poezji w Gruzji. 

## Wybór dzieł

### Książki dla dorosłych
- შეხვედრა, trb. szechwedra, 2000
- შემომძახიან ლექსები, trb. szemomdzachian leksebi, 2001
- ნისლის ფრთას გავშლი, trb. nislis prtas gawszli, 2006
- მეფარნე, trb. meparne, 2009
- თეთრი ხბორები, trb. tetri chborebi, 2010
- მარადისობის რიტუალი, trb. maradisobis rituali, 2012
- მზის დაუჯდომელი,trb. mzis daudżdomeli, 2014
- 100 ლექსი, trb. 100 leksi, 2014
- დღეისდღე (ჩანაწერები), trb. dgheisdghe (czanacerebi), 2015
- დაჯერებისთვის, trb. dadżerebistwis,, 2016
- ქუჩის გადაჭრა, trb. kuczis gadaczra, 2018

### Książki dla dzieci
- დედის ნამღერი ლექსი, trb. dedis namgheri leksi, 1997
- წიკო-მიკო, trb. ciko-miko, 2000
- ბრანდი-ბრუნდი, trb. brandi-brundi, 2005
- ნატვრისთვლო მზისაო, trb. natwristwlo mzisao, 2009
- ნანინები (აუდიო-დისკით), trb. naninebi (audio-diskit), 2009
- ქუჩა და შუქნიშანი, trb. ucza da szukniszani, 2010
- ვიმეგობროთ საპნის ბუშტთან, trb. wimegobrot sapnis buszttan, 2010
- გასაფერადებელი ლექსები, trb. gasaperadebeli leksebi, 2010
- მხიარული ციფრები, trb. chiaruli ciprebi, 2010
- ჭიჭიტა, trb. cziczita, 2011
- ზღაპარ იყო, trb. zghapar iko, 2011
- ანბანის სამეფო, trb. anbanis samepo, 2012
- ქართული ანბანი, trb. kartuli anbani, 2013,
- მხიარული რეცეპტები, trb. mchiaruli receptebi, 2016